# Pedro (apóstolo)
Simão Pedro, São Pedro ou São Pedro Apóstolo (em hebraico: שמעון בר יונה, "Shimon Bar Yonah", em grego koiné: Πέτρος, Petros, "Rocha", segundo a interpretação católica e ortodoxa, fragmento (de pedra) para alguns protestantes,  em copta: Ⲡⲉⲧⲣⲟⲥ, Petros, em latim: Petrus); (Betsaida, 1 a.C., — Roma, c. 29 de junho de 67)  foi um dos doze apóstolos de Jesus Cristo, segundo o Novo Testamento e, mais especificamente, os quatro Evangelhos.
Historiadores e as Igrejas Católica e Ortodoxa consideram Pedro como o primeiro bispo de Roma e, por isso, o primeiro Papa, e também como o primeiro bispo e patriarca da Igreja de Antioquia, tendo sido seu fundador.
Ele seria, até hoje, segundo o catolicismo, o primeiro Papa e o detentor do mais longo pontificado da história: quase trinta e sete anos.

## Nome e importância
Segundo a Bíblia, seu nome original não era Pedro, mas Simão. Aparece ainda uma variante do seu nome original, Simão Pedro, no livro dos Atos dos Apóstolos (Atos 10:18) e na II Epístola de Pedro (II Pedro 1:1).

No Evangelho de João (João 1:42), Cristo muda seu nome para כיפא, Kepha (Cefas em português), que em aramaico significa "pedra", "rocha", nome este que foi traduzido para o grego como Πέτρος, Petros, "Rocha" segundo a interpretação católica, fragmento (de pedra), "pedrinha" segundo a interpretação de alguns protestantes, a qual sustenta que a palavra grega que significa "rocha", "pedra" é πέτρα, petra e que, posteriormente, passou para o latim como Petrus.
Ocorre que o aramaico de “fragmento de pedra” ou “pedrinha” é a palavra evna e não kepha, sendo esta última a mencionada nas escrituras e traduzida para o grego Petros, que realmente significa “Rocha”.
Na interpretação da Igreja Católica, a razão para Jesus ter mudado o nome do apóstolo, bem como seu significado na citação bíblica «Também eu te digo que tu és Pedro, e sobre esta pedra edificarei a minha igreja; e as portas do Hades não prevalecerão contra ela.» (Mateus 16:18), a chamada Confissão de Pedro, Jesus estava comparando Simão a uma rocha. Desta forma, Cristo seria o fundador da Igreja Católica, do grego “katholikos” que significa para todos ou universal, sendo-lhe concedido, por este motivo, o título de “Príncipe dos Apóstolos” pela Igreja Católica. Esse título é um tanto tardio, visto que tal designação só começaria a ser usada após a sua morte cerca de um século mais tarde, suplementando o de Patriarca.
Em contrapartida, todos os escritos dos Pais da Igreja Primitiva sobre o tema, bem como aqueles dos eruditos católicos, entre os quais se destacam o sacerdote jesuíta Leonel Franca e o teólogo Scott Hahn, asseguram que, em grego koiné do século I, as palavras petros e petra seriam sinônimos, referindo-se assim, ao vocábulo rocha. Em suma, a Confissão de Pedro e sua mudança de nome por Jesus Cristo lhe concediam um papel proeminente na Igreja, principalmente em sua missão de "fortalecer os irmãos" (Lucas 22:32). Estes autores sustentam ainda que, embora a língua difundida no Império Romano nos tempos de Jesus e dos apóstolos fosse o grego koiné, devido à influência helênica na região desde mais de dois séculos antes de Cristo, os judeus do século I falavam principalmente o aramaico, mesma língua em que teria sido escrito originalmente o próprio Evangelho de Mateus. Em aramaico a palavra para fragmento (de pedra) "ou pedrinha" seria a palavra evna e não kepha. Logo, o mais provável é que o a palavra Kephas ou "Cefas", que é transcrita cerca de oito vezes no Novo Testamento ou se encontra traduzida para o grego Petros nos Evangelhos, Atos dos Apóstolos e escritos paulinos, realmente signifique rocha e diga respeito à pessoa de Pedro.
Observe-se que a confissão de fé de Pedro e a fala de Jesus são dois momentos distintos da mesma leitura. Em um primeiro momento a pergunta de Jesus aos discípulos é a seguinte:  «Quem diz o povo ser o filho do homem?» (Mateus 16:13), ao que estes lhe respondem: «Uns dizem: João Batista; outros: Elias; e outros: Jeremias, ou algum dos profetas.» (Mateus 16:14) e Jesus novamente pergunta: «Mas vós, quem dizeis que sou eu?» (Mateus 16:15), «Respondeu Simão Pedro: Tu és o Cristo, o Filho do Deus vivo» (Mateus 16:16), e como resposta Jesus diz a Pedro: «Bem-aventurado és, Simão, Filho de Jonas, porque não foi a carne nem o sangue quem to revelou, mas meu Pai que está nos céus.» (Mateus 16:17-18), e acrescenta: «Também eu te digo que tu és Pedro, e sobre esta pedra edificarei a minha igreja; e as portas do Hades não prevalecerão contra ela.» (Mateus 16:18). Esse é o diálogo exaustivo do que a própria Bíblia apresenta em diversas traduções, como a católica Ave-Maria, o novo testamento dos gideões internacionais e a própria tradução brasileira do Wikisource.
Na interpretação protestante, protestantismo histórico ou ainda pentencostais e neopentecostais, afirma-se que a palavra para pedra é petra, que significa uma "rocha grande e maciça", a palavra usada como nome para Simão, por sua vez, é petros, que significa uma "pedra pequena" ou "pedrinha".
Nesse sentido, o próprio Pedro, em Atos dos Apóstolos 4:10-12, afirma que a declaração de Jesus se refere a si próprio, e não ao apóstolo:
«Seja notório a todos vós e a todo o povo de Israel que em o nome de Jesus Cristo o Nazareno, a quem vós crucificastes, e a quem Deus ressuscitou dentre os mortos, neste nome está este enfermo aqui são diante de vós. Ele é a pedra, desprezada por vós, edificadores, a qual foi posta como a pedra angular. Não há salvação em nenhum outro; porque abaixo do céu não há outro nome dado entre os homens, em que devamos ser salvos.» (Atos 4:10-12)
No entanto, de acordo com a apologética católica, tem-se em contrário o seguinte argumento: que a referência de Pedro à "pedra angular" citada em Atos 4:10-12 diz respeito necessariamente à referência buscada pelo próprio Pedro em Isaías  28:16, para defender a posição de Jesus como o verdadeiro e único Cristo (messias), que diz o seguinte:
«portanto assim diz o Senhor Jeová: Eis que ponho em Sião como alicerce uma pedra, pedra provada, pedra preciosa do ângulo de firme fundamento; aquele que crer, não se apressará.» (Isaías 28:16)
Não oferecendo portanto conformidade à voz do Mestre no que se diz em Mateus 16:13, mas sim conformidade com esse versículo do Profeta Isaías, que atuou como o principal precursor da vinda do Cristo, desta forma a fala de Jesus em Mateus 16:13 permanece com seu sentido intacto, direcionando-se Jesus a Pedro e não a "si mesmo" conforme a lógica protestante.
Outros estudiosos protestantes de relevo corroboram tal entendimento tradicional da Doutrina Católica, como Nicolaas Ridderbos [en], afirmando que a frase "sobre esta pedra" se refira realmente a Pedro pois, partindo da análise contextual e gramatical, "somente Pedro é mencionado neste verso e o trocadilho realmente se refere a ele". Segundo ele, as palavras "sobre esta pedra [petra]" se referem a Pedro. Por causa da revelação que recebeu e da confissão de fé que ele fez, Pedro foi nomeado por Jesus para estabelecer as bases da futura Igreja. Somente Pedro é mencionado neste verso, e o trocadilho com seu nome se aplicou somente a ele. Outra interpretação baseada nas escrituras e ensinos de Jesus Cristo pelos registros dos evangelhos Jesus estava profetizando espiritualmente pois o próprio Jesus afirmou que seu reino não é terreno mas sim espiritual, sendo assim Jesus afirmava que através de suas palavras que repousaria o Espírito Santo sobre Pedro fazendo dele morada de Deus assim como todos os seguidores de Cristo como está escrito: "O Espírito de verdade, que o mundo não pode receber, porque não o vê nem o conhece; mas vós o conheceis, porque habita convosco, e estará em vós. Não vos deixarei órfãos; voltarei para vós. Ainda um pouco, e o mundo não me verá mais, mas vós me vereis; porque eu vivo, e vós vivereis." João 14:17-19. E ainda em João 18:36 "Respondeu Jesus: O meu reino não é deste mundo; se o meu reino fosse deste mundo, pelejariam os meus servos, para que eu não fosse entregue aos judeus; mas agora o meu reino não é daqui." e também o Apóstolo Paulo no meio do Areópago, disse: "O Deus que fez o mundo e tudo que nele há, sendo Senhor do céu e da terra, não habita em templos feitos por mãos de homens; Nem tampouco é servido por mãos de homens, como que necessitando de alguma coisa; pois ele mesmo é quem dá a todos a vida, e a respiração, e todas as coisas;" Atos 17:24,25. Tal interpretação é refutada por outros teólogos protestantes, como Donald Arthur Carson [en], para quem Cristo teria sido enfático em sublinhar a profissão de fé de Pedro e seu papel singular na Igreja, e não dos fiéis como um todo.
A denominação cristã Testemunhas de Jeová considera que Pedro teve um importante papel no início do cristianismo, mas interpreta Mateus 16:17-18 de outra forma. Segundo a denominação, os Evangelhos relatam que em várias ocasiões depois disso os apóstolos discutiram sobre quem era o maior entre eles e se Jesus já tivesse dado o primado a Pedro, não haveria dúvida de quem seria o maior entre os apóstolos. Afirma ainda que, sendo israelita que desde jovem conhecia as profecias sobre a “pedra” ou a “pedra angular”, Pedro citou uma dessas profecias numa carta e explicou que essa “pedra angular” representava Jesus Cristo e teria usado o termo grego pétra (a mesma palavra usada por Jesus em sua declaração em Mateus 16:18) apenas para se referir a Cristo (I Pedro 2:4-8). Assim, a denominação Testemunhas de Jeová considera que Jesus realmente construiu sua igreja, sua verdadeira congregação, sobre ele mesmo (Efésios 2:20).

## Dados biográficos

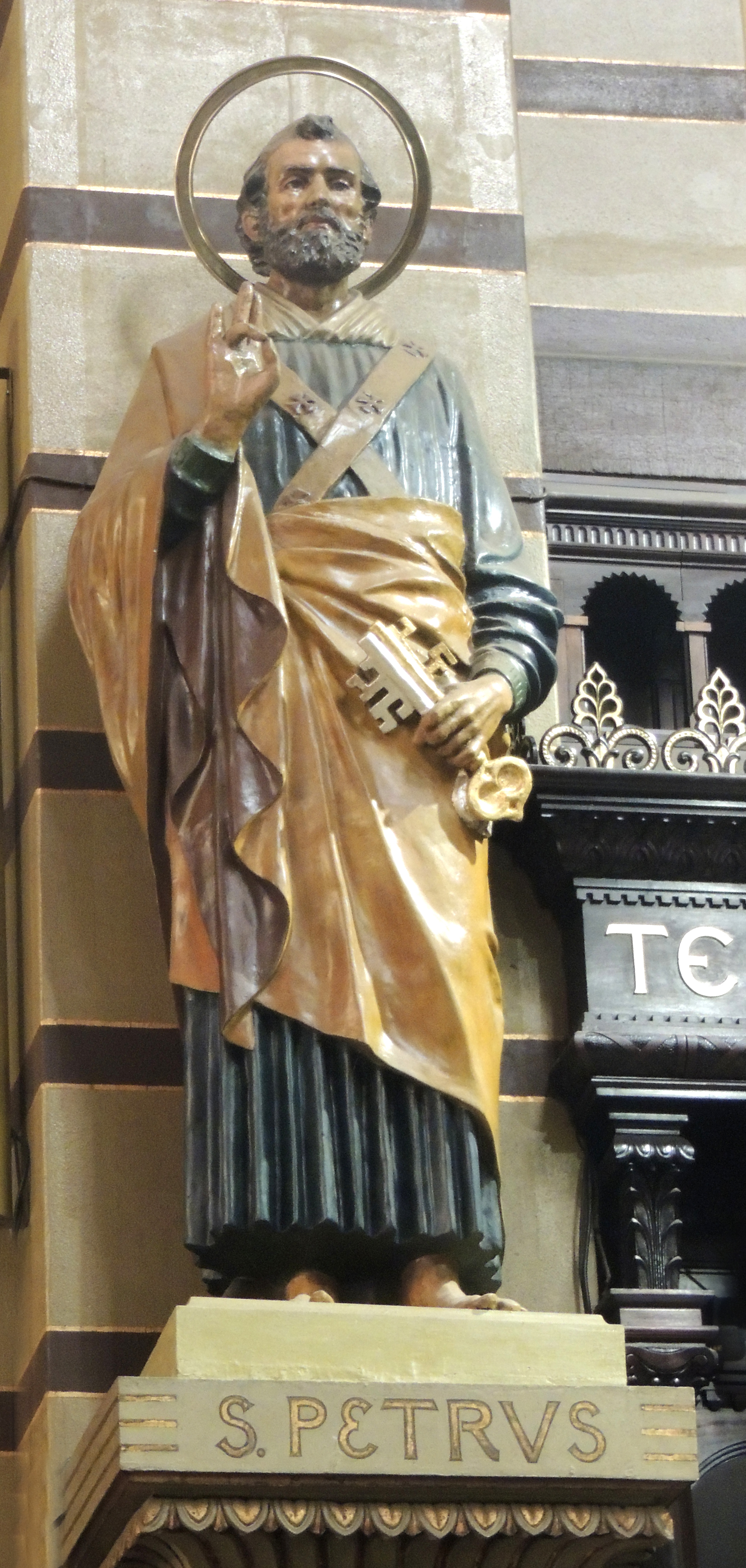
Estátua na Basílica de Nossa Senhora da Assunção do Mosteiro de São Bento na cidade de São Paulo

Antes de se tornar um dos doze discípulos de Cristo, Simão era pescador. Teria nascido em Betsaida e morava em Cafarnaum. Era filho de um homem chamado João ou Jonas e tinha por irmão o também apóstolo André. Simão e André pescavam junto a Tiago e João e o pai destes, Zebedeu.
Possivelmente Pedro era casado e tinha pelo menos um filho. As passagens de Mateus 8:14–15, Marcos 1:29–31 e Lucas 4:38–41 relatam sua sogra sendo curada de febre por Cristo.
Segundo o relato em Lucas 5:1–11, no episódio conhecido como "Pesca milagrosa", Pedro teria conhecido Jesus quando este lhe pediu que utilizasse sua barca, de forma a poder pregar a uma multidão que o queria ouvir. Pedro, que estava a lavar redes com Tiago e João, filhos de Zebedeu, concedeu-lhe o lugar na barca, que foi afastada um pouco da margem.
No final da pregação, Jesus disse a Simão que fosse pescar de novo com as redes em águas mais profundas. Pedro disse-lhe que tentara em vão pescar durante toda a noite e nada conseguira, mas em atenção ao seu pedido, fá-lo-ia. O resultado foi uma pescaria de tal montante que as redes quase romperam. Numa atitude de humildade e espanto Pedro prostrou-se perante Jesus e disse para que se afastasse dele, já que era um pecador. Jesus encorajou-o, então, a segui-lo, dizendo que o tornaria "pescador de homens".
Nos evangelhos sinóticos, o nome de Pedro sempre encabeça a lista dos discípulos de Jesus, o que na interpretação da Igreja Católica Romana deixa transparecer um lugar de primazia sobre o Colégio Apostólico. Não se descarta que Pedro, assim como seu irmão André, antes de seguir Jesus, tenha sido discípulo de João Batista.

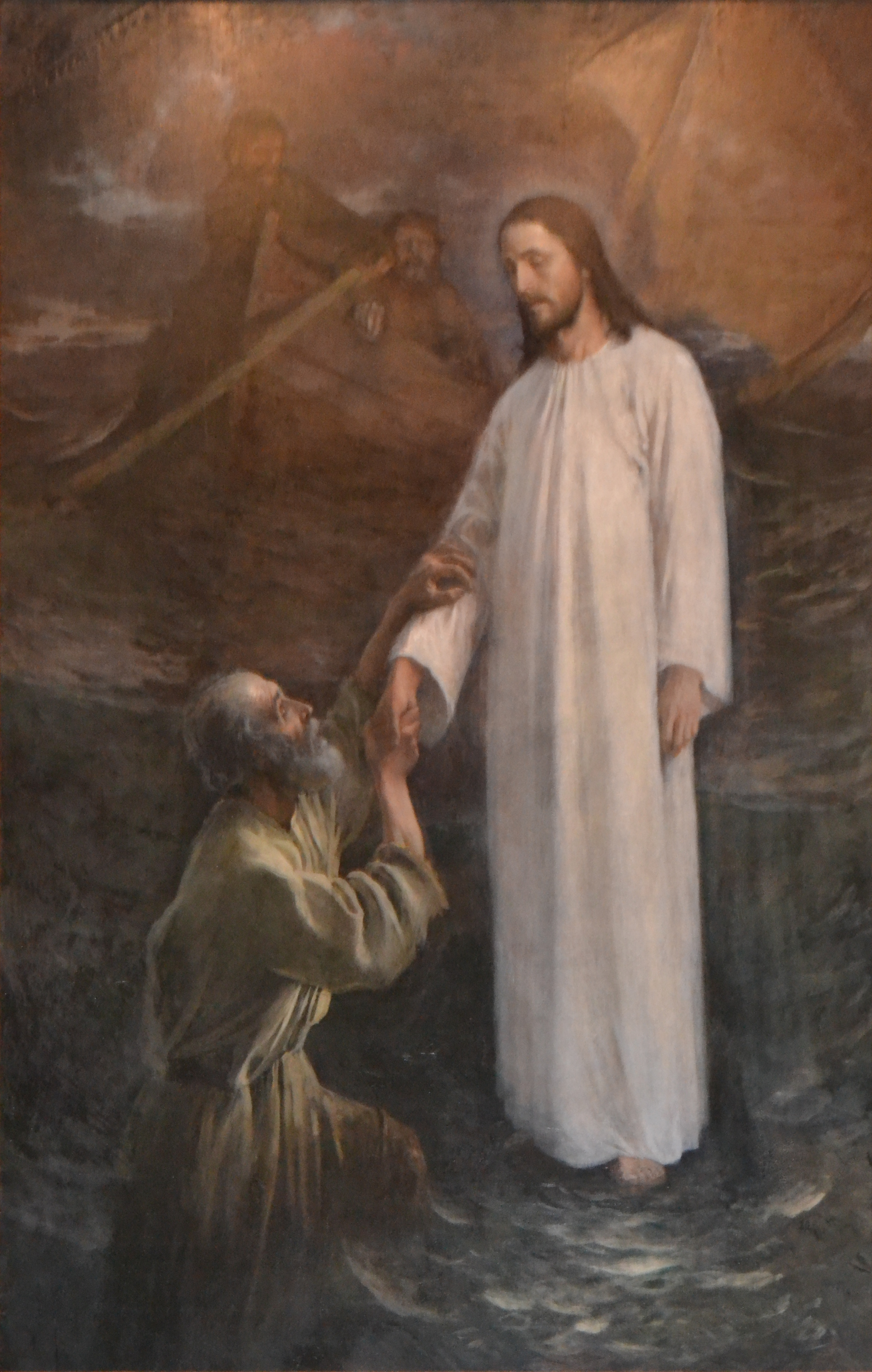
Pedro com Jesus Cristo, em pintura de Eero Järnefelt

Outro dado interessante era a estreita amizade entre Pedro e João , fato atestado em todos os evangelhos, como por exemplo, na Última Ceia, quando pergunta ao Mestre, através do Discípulo amado (João), quem o haveria de trair ou quando ambos encontram o sepulcro de Cristo vazio no Domingo de Páscoa. Fato é que tal amizade perdurou até mesmo após a Ascensão de Jesus, como podemos constatar em Atos dos apóstolos, na cena da cura de um paralítico posto nas portas do Templo de Jerusalém.
Segundo a tradição defendida pela Igreja Católica Romana e pela Igreja Ortodoxa, o apóstolo Pedro, depois de ter exercido o episcopado em Antioquia, teria se tornado o primeiro Bispo de Roma. Segundo esta tradição, depois de ser milagrosamente solto da prisão em Jerusalém, o apóstolo teria viajado até Roma e ali permanecido até ser expulso com os judeus e cristãos pelo imperador Cláudio, época em que haveria voltado a Jerusalém para participar da reunião de apóstolos sobre os rituais judeus no chamado Concílio de Jerusalém. Após esta reunião, Pedro ficou em Jerusalém. Paulo, Barnabé, Judas (Barsabás) e Silas foram para Antioquia.
Depois de três anos, Paulo volta a Jerusalem para visitar Pedro e com ele fica quinze dias. Quatorze anos depois, Paulo retorna a Jerusalém e lá se encontra com Tiago, Pedro e João.
Tempos depois, por volta da metade do século I, Pedro vai a Antioquia, onde ocorre uma discussão entre ele e Paulo, conhecida como o Incidente em Antioquia.
A tradição da Igreja Católica Romana afirma que depois de passar por várias cidades, Pedro haveria sido martirizado em Roma entre 64 e 67 d.C. Desde a Reforma, teólogos e historiadores protestantes afirmaram que Pedro não teria ido a Roma; esta tese foi defendida mais proeminentemente por Ferdinand Christian Baur, da Escola de Tübingen. Outros, como Heinrich Dressel, em 1872, declararam que Pedro teria sido enterrado em Alexandria, no Egito ou em Antioquia. Hoje, porém, os historiadores concordam que Pedro realmente viveu e morreu em Roma. O historiador luterano Adolf Harnack afirmou que as teses anteriores foram tendenciosas e prejudicaram o estudo sobre a vida de Pedro em Roma. Sua vida continua sendo objeto de análise, mas o seu túmulo está localizado na Basílica de São Pedro, no Vaticano, o qual foi descoberto em 1950 após anos de meticulosa investigação.
Alguns pesquisadores acreditam que, assim como Judas Iscariotes, Pedro tenha sido um zelota, grupo que teria surgido dos fariseus e constituía-se de pequenos camponeses e membros das camadas mais pobres da sociedade. Este supostamente estaria comprovado em Marcos 3:18, assim como em Atos 1:13, no entanto, o certo "Simão, o Zelote" é na realidade uma pessoa distinta dentre as nomeações descritas nas referidas citações.

## O primado de Pedro segundo a Igreja Católica

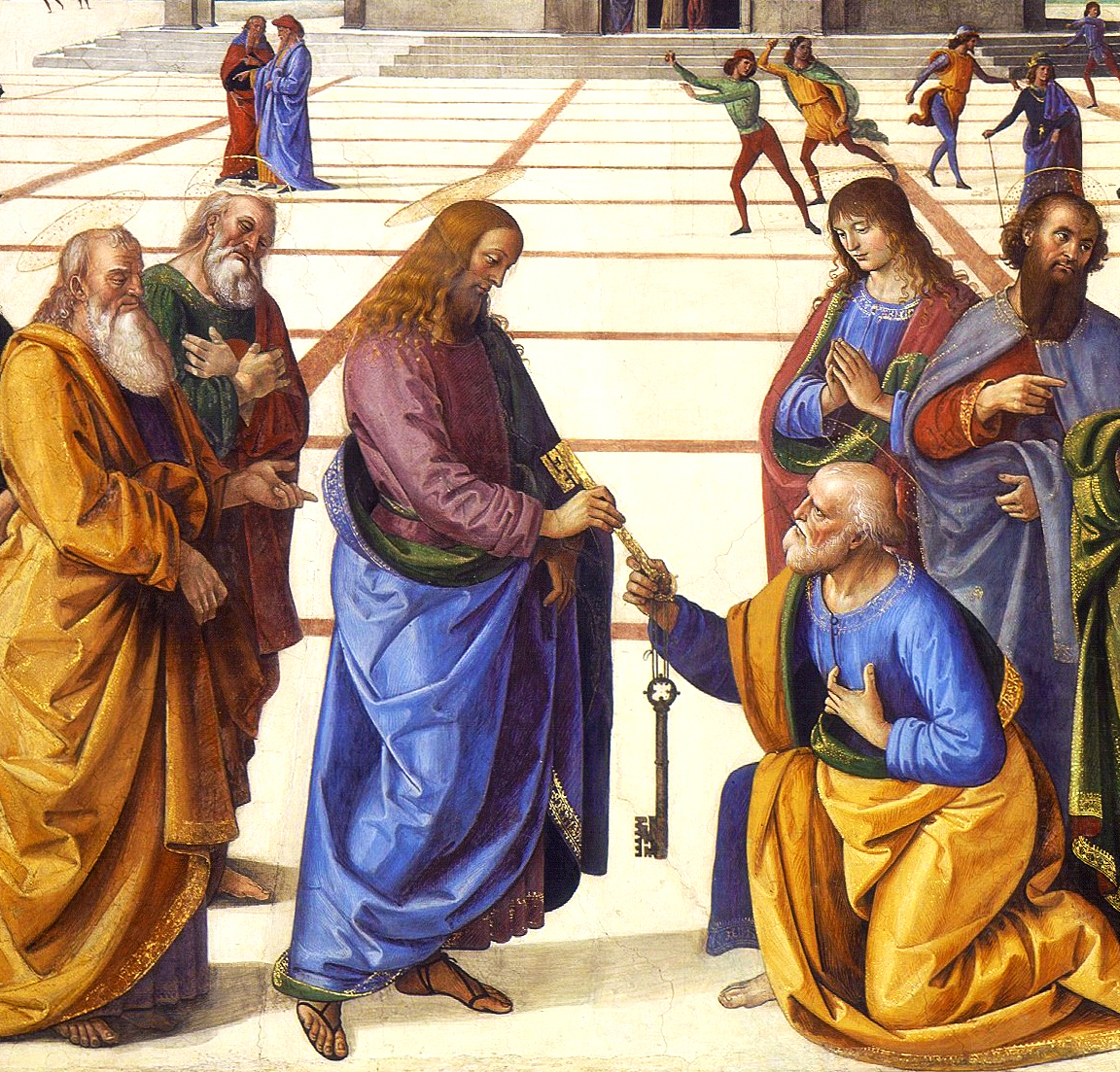
Cristo entrega as chaves do céu a Pedro
Perugino, Capela Sistina

Toda a primeira parte do Evangelho gira em torno da identidade de Jesus. Quando perguntado, Simão foi o primeiro dos discípulos a responder essa pergunta: Jesus é o filho de Deus. É esse acontecimento que leva Jesus a chamá-lo de Pedro e é conhecido como Confissão de Pedro.
Encontramos o relato do evento em Mateus 16:13–19: Jesus pergunta aos seus discípulos (depois de se informar do que sobre ele corria entre o povo): "E vós, quem pensais que sou eu?".
Simão Pedro, respondendo, disse: "Tu és o Cristo, o Filho do Deus vivo". Jesus respondeu-lhe: "Bem-aventurado és tu, Simão, filho de Jonas, porque não foi carne ou sangue que te revelaram isso, e sim Meu Pai que está nos céus. Também Eu te digo que tu és Pedro, e sobre esta pedra edificarei Minha Igreja e as portas do Hades nunca prevalecerão contra ela. Eu te darei as chaves do Reino dos Céus e o que ligares na terra será ligado nos céus. E o que desligares na terra será desligado nos céus".João 21:15–17 e Lucas 22:31 também falam a respeito do primado de Pedro dever ser exercido particularmente na ordem da Fé, e que Cristo o torna chefe:
Jesus disse a Simão (Pedro): "Simão, filho de João, tu Me amas mais do que estes?" Ele lhe respondeu: "Sim, Senhor, tu sabes que te amo". Jesus lhe disse: "Apascenta Meus cordeiros". Segunda vez disse-lhe: "Simão filho de João, tu Me amas?" - "Sim, Senhor", disse ele, "tu sabes que te amo". Disse-lhe Jesus: "Apascenta Minhas ovelhas". Pela terceira vez lhe disse: "Simão filho de João, tu Me amas?" Entristeceu-se Pedro porque pela terceira vez lhe perguntara 'Tu Me amas?' e lhe disse: "Senhor, tu sabes tudo; tu sabes que te amo". Jesus lhe disse: "Apascenta Minhas ovelhas." (João 21:15–17).«Simão, Simão, eis que Satanás pediu insistentemente para vos peneirar como trigo; Eu, porém, orei por ti, a fim de que tua fé não desfaleça. Quando, porém, te converteres, confirma teus irmãos.» (Lucas 22:31–32)

## O apóstolo Pedro, o primeiro Bispo de Roma

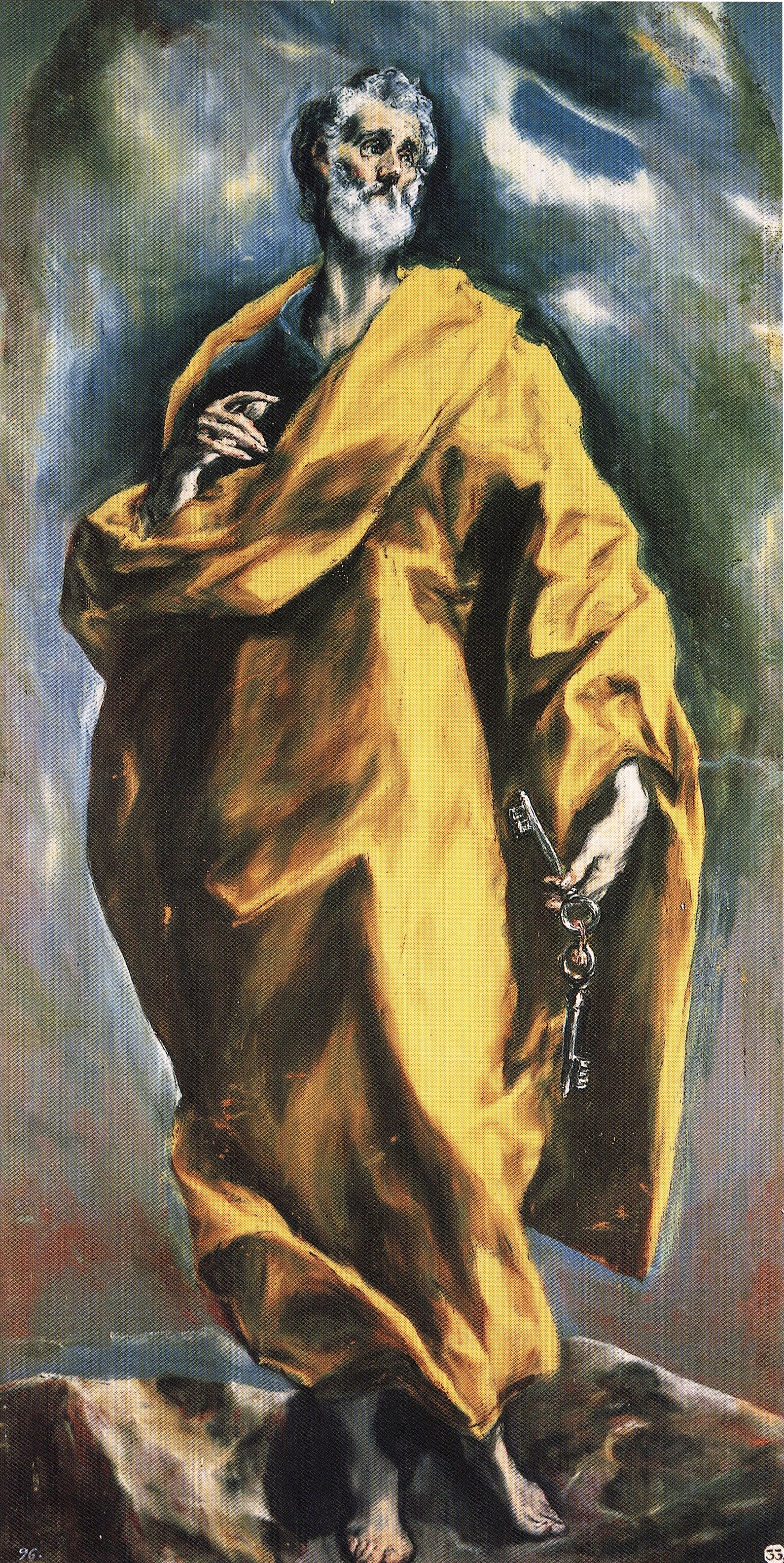
São Pedro
Por El Greco, Mosteiro e Sítio do Escorial

A comunidade de Roma foi fundada pelos apóstolos Pedro e Paulo e é considerada a única comunidade cristã do mundo fundada por mais de um apóstolo e a única do Ocidente instituída por um deles. Por esta razão desde a antiguidade a comunidade de Roma (chamada atualmente de Santa Sé pelos católicos) teve o primado sobre todas as outras comunidades locais (dioceses); nessa visão o ministério de Pedro continua sendo exercido até hoje pelo Bispo de Roma (segundo o catolicismo romano), assim como o ministério dos outros apóstolos é cumprido pelos outros Bispos unidos a ele, que é a cabeça do colégio apostólico, do colégio episcopal. A sucessão papal (de Pedro) começou com São Lino (67 d.C.) e atualmente exercida pelo Papa Leão XIV. Segundo essa visão, o próprio apóstolo Pedro atestou que exerceu o seu ministério em Roma ao concluir a sua primeira epístola: "A [Igreja] que está em Babilônia, eleita como vós, vos saúda, como também Marcos, meu filho.". Trata-se da Igreja de Roma. Assim também o interpretaram todos os autores desde a Antiguidade, como abaixo, como sendo a Roma Imperial (decadente). O termo não pode referir-se a Babilônia sobre o Eufrates, que jazia em ruínas ou à Nova Babilônia (Selêucia) sobre o rio Tigre, ou à Babilônia Egípcia cerca de Mênfis, tampouco a Jerusalém; deve, portanto referir-se a Roma, a única cidade que é chamada Babilônia pela antiga literatura cristã.

### Testemunhos históricos de Pedro em Roma
Os historiadores atualmente acreditam que a tradição católica esteja correta; igualmente, muitas tradições antigas corroboram a versão de que Pedro esteve em Roma e que ali teria sido martirizado.
- Clemente, terceiro bispo de Roma e discípulo de Pedro, por volta de (96 d.C.), em sua Epístola aos Coríntios, faz clara alusão ao martírio deste e de Paulo em Roma:

Todavia, deixando os exemplos antigos, examinemos os atletas que viveram mais próximos de nós. Tomemos os nobres exemplos de nossa geração. Foi por causa do ciúme e da inveja que as colunas mais altas e justas foram perseguidas e lutaram até a morte. Consideremos os bons apóstolos. Pedro, pela inveja injusta, suportou não uma ou duas, mas muitas tribulações e, depois de ter prestado testemunho, foi para o lugar glorioso que lhe era devido. Por causa da inveja e da discórdia, Paulo mostrou o preço reservado à perseverança. Sete vezes carregando cadeias, exilado, apedrejado, tornando-se arauto no Oriente e no Ocidente, ele deu testemunho diante das autoridades, deixou o mundo e se foi para o lugar santo, tornando-se o maior modelo de perseverança.
- Inácio de Antioquia, bispo, mártir e também discípulo de Pedro, em cerca de (107 d.C.), em sua Epístola aos Romanos, a qual fora dirigida à comunidade cristã lá situada, refere-se nos seguintes termos ao martírio de Pedro e Paulo em Roma:

"Não vos dou ordens como Pedro e Paulo; eles eram apóstolos, eu sou um condenado. Eles eram livres, e eu até agora sou um escravo".
- Papias, bispo de Hierápolis, por volta de (140 d.C.), ao tratar da origem do Evangelho de Marcos, atribui o relatado a João Marcos, companheiro de Paulo e Barnabé, a partir da convivência com os que haviam estado com Jesus, em especial Pedro quando este estava em Roma:

Papias, bispo de Hierápolis, atesta a atribuição do segundo evangelho a Marcos, “intérprete” de Pedro em Roma. O livro teria sido composto em Roma, depois da morte de Pedro (prólogo antimarcionita de século II, Ireneu) ou ainda durante sua vida (segundo Clemente de Alexandria). Quanto a Marcos, foi identificado como João Marcos, originário de Jerusalém (At 12,12), companheiro de Paulo e Barnabé (At 12,25; 13,5.13; 15,37-39; Cl 4,10) e, a seguir, de Pedro em “Babilônia” (isto é, provavelmente, em Roma) segundo 1Pd 5,13.
- O bispo Dionísio de Corinto, em extrato de uma de suas cartas aos romanos (170 d.C.) trata da seguinte forma o martírio de Pedro e Paulo:

Tendo vindo ambos a Corinto, os dois apóstolos Pedro e Paulo nos formaram na doutrina do Evangelho. A seguir, indo para a Itália, eles vos transmitiram os mesmos ensinamentos e, por fim, sofreram o martírio simultaneamente.
- Gaio, presbítero romano, em 199 d.C.:

Nós aqui em Roma temos algo melhor do que o túmulo de Filipe. Possuímos os troféus dos apóstolos fundadores desta Igreja local. Ide à Via Ostiense e lá encontrareis o troféu de Paulo; ide ao Vaticano e lá vereis o troféu de Pedro.

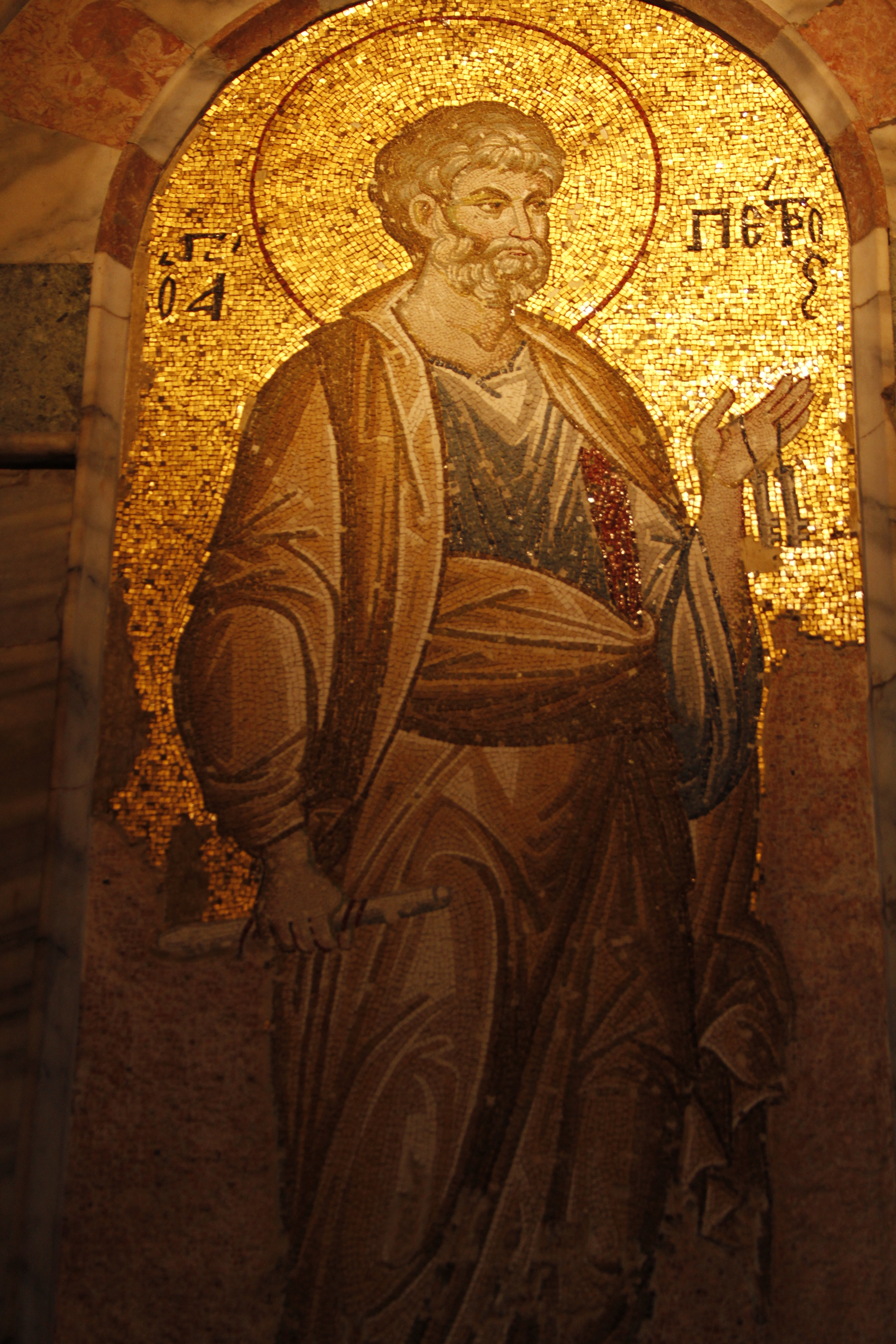
São Pedro
Mosaico na Igreja de São Salvador em Chora,
Istambul.

Gaio dirigiu-se nos seguintes termos a um grupo de hereges: Posso mostrar-vos os troféus (túmulos) dos Apóstolos. Caso queirais ir ao Vaticano ou à Via Ostiense, lá encontrareis os troféus daqueles que fundaram esta Igreja.
- Orígenes (185 - 253) responsável pela Escola Catequética de Alexandria afirmou:

Pedro, ao ser martirizado em Roma, pediu e obteve que fosse crucificado de cabeça para baixo.
Pedro, finalmente tendo ido para Roma, lá foi crucificado de cabeça para baixo.

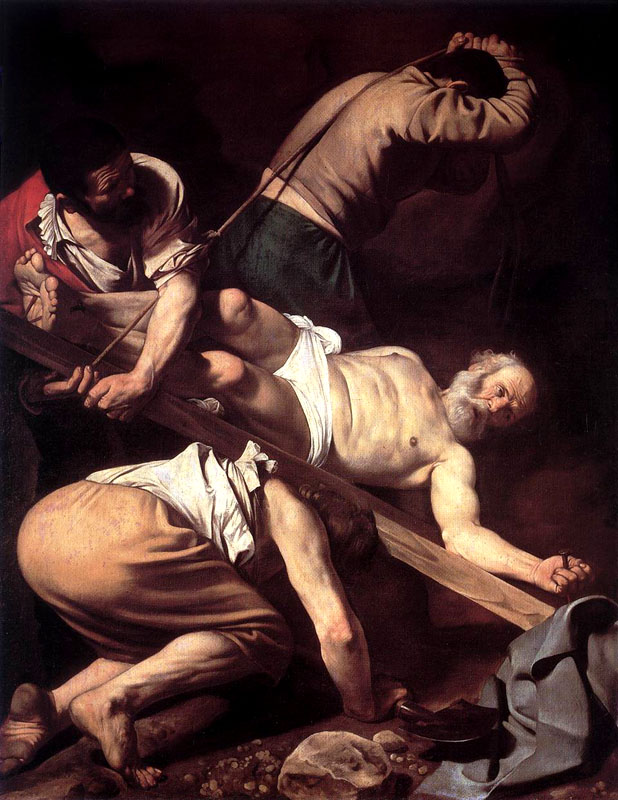
Crucificação de São Pedro
Caravaggio, 1600
igreja Santa Maria del Popolo

- Ireneu (130 - 202), Bispo de Lião (nascido em Izmir atual Turquia) referiu:

Para a maior e mais antiga a mais famosa Igreja, fundada pelos dois mais gloriosos Apóstolos, Pedro e Paulo." e ainda "Os bem-aventurados Apóstolos portanto, fundando e instituindo a Igreja, entregaram a Lino o cargo de administrá-la como bispo; a este sucedeu Anacleto; depois dele, em terceiro lugar a partir dos Apóstolos, Clemente recebeu o episcopado. 
Mateus, achando-se entre os hebreus, escreveu o Evangelho na língua deles, enquanto Pedro e Paulo evangelizavam em Roma e aí fundavam a Igreja.
- Formado como jurista Tertuliano (155–222) falou da morte de Pedro em Roma:

A Igreja também dos romanos pública - isto é, demonstra por instrumentos públicos e provas - que Clemente foi ordenado por Pedro.
Feliz Igreja, na qual os Apóstolos verteram seu sangue por sua doutrina integral!" - e falando da Igreja Romana, "onde a paixão de Pedro se fez como a paixão do Senhor.
Nero foi o primeiro a banhar no sangue o berço da fé. Pedro então, segundo a promessa de Cristo, foi por outrem cingido quando o suspenderam na Cruz.
- Eusébio (263-340 d.C.) Bispo de Cesareia, escreveu muitas obras de teologia, exegese, apologética, mas a sua obra mais importante foi a História Eclesiástica, onde ele narra a história da Igreja das origens até 303. Refere-se ao ministério exercido por Pedro:

Pedro, de nacionalidade galileia, o primeiro pontífice dos cristãos, tendo inicialmente fundado a Igreja de Antioquia, se dirige a Roma, onde, pregando o Evangelho, continua vinte e cinco anos Bispo da mesma cidade.
- Epifânio (315-403 d.C.), Bispo de Constantia e Metropolita do Chipre) fala da sucessão dos Bispos de Roma:

A sucessão de Bispos em Roma é nesta ordem: Pedro e Paulo, Lino, Cleto, Clemente, etc..
- Doroteu de Tiro:

Lino foi Bispo de Roma após o seu primeiro guia, Pedro.
- Optato de Milevo:

Você não pode negar que sabe que na cidade de Roma a cadeira episcopal foi primeiro investida por Pedro, e que Pedro, cabeça dos Apóstolos, a ocupou.
- Cipriano (martirizado em 258 d.C., Bispo de Cartago (norte da África), escreveu a obra "A Unidade da Igreja" (De Ecclesiae Unitate), onde diz:

A cátedra de Roma é a cátedra de Pedro, a Igreja principal, de onde se origina a unidade sacerdotal.
- Santo Agostinho (354 - 430):

A Pedro sucedeu Lino.
Logo, apesar das opiniões divergentes que surgiram a partir da Reforma Protestante, era constante, unânime e ininterrupta a tradição segundo a qual Pedro pregou o evangelho em Roma e lá encontrou o martírio, o que é robustecido pelos escritos dos Pais da Igreja e pela arqueologia.

## Os textos escritos pelo apóstolo
O Novo Testamento inclui duas epístolas cuja autoria é atribuída a Pedro: A Primeira epístola de São Pedro e a Segunda epístola de São Pedro.

## Indícios arqueológicos

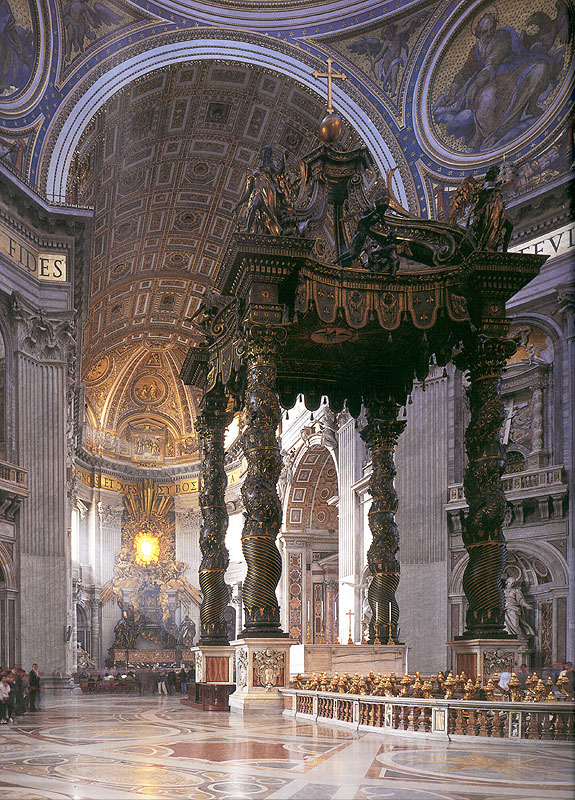
Baldaquino da Basílica de São Pedro: O túmulo de São Pedro encontra-se diretamente abaixo desta estrutura. Bernini, 1633

A partir da década de 1950, intensificaram-se as escavações no subsolo da Basílica de São Pedro, lugar tradicionalmente reconhecido como provável túmulo do apóstolo e próximo de seu martírio no muro central do Circo de Nero. Após extenuantes e cuidadosos trabalhos, inclusive com remoção de toneladas de terra que datava do corte da Colina Vaticana para a terraplenagem da construção da primeira basílica na época de Constantino, a equipe chefiada pela arqueóloga italiana Margherita Guarducci encontrou o que seria uma necrópole atribuída a Pedro, inclusive uma parede repleta de grafitos com a expressão Petrós Ení, que, em grego, significa "Pedro está aqui".
Também foram encontrados, em um nicho, fragmentos de ossos de um homem robusto e idoso, entre 60-70 anos, envoltos em restos de tecido púrpura com fios de ouro que se acredita, com muita probabilidade, serem de Pedro. A data real do martírio, de acordo com um cruzamento de datas feito pela arqueóloga, seria 13 de outubro de 64 d.C. e não 29 de junho, data em que se comemorava o traslado dos restos mortais de Pedro e São Paulo para a estada deles nas Catacumbas de São Sebastião durante a perseguição do imperador romano Valeriano em 257 d.C..

## Iconografia

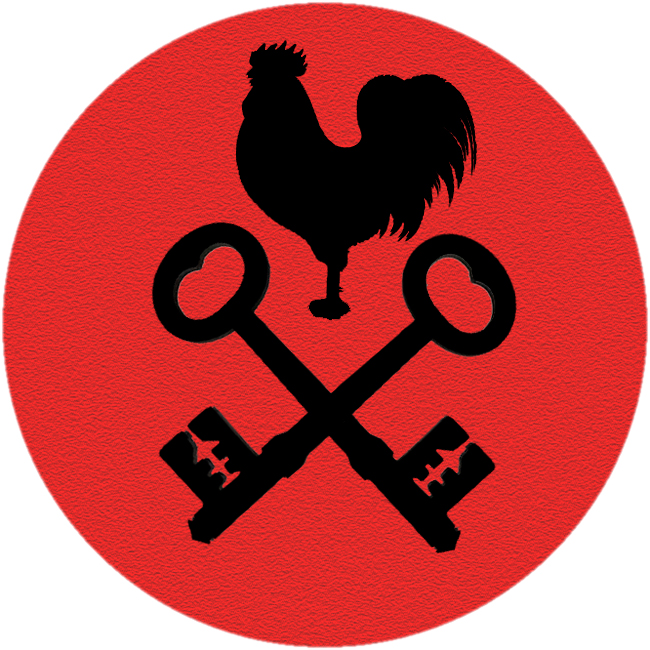
Galo e chaves, símbolos tradicionais de São Pedro.

A mais antiga imagem conhecida do apóstolo Pedro foi descoberta em 2010 em catacumbas sob a cidade de Roma, e data do século IV. No mesmo lugar, foram também descobertas imagens dos apóstolos Paulo, André e João. As obras fazem parte de um grupo de pinturas em torno de uma imagem de Jesus Cristo como o Bom Pastor no teto do que os estudiosos acreditam ter sido o túmulo de um nobre romano.

## O Sincretismo nas religiões afro-brasileiras
É sincretizado nas religiões afro-brasileiras com o orixá Xangô, sendo que na cidade de Porto Alegre, capital do Rio Grande do Sul, o sincretismo se dá com o orixá Exu.